# Miss Italia 1965
Miss Italia 1965 si svolse a Salsomaggiore Terme tra il 3 e il 5 settembre 1965. Vinse la diciottenne Alba Rigazzi di Milano. L'organizzazione fu diretta da Enzo Mirigliani e la madrina fu Claudia Cardinale.

## Risultati
| Risultato finale      | Concorrente         |
| --------------------- | ------------------- |
| Miss Italia 1965      | - – Alba Rigazzi    |
| Miss Cinema           | - – Gilda Giuffrida |
| Miss Eleganza         | - Ennia Rossetto    |
| Miss Calze            | - – Stefania Caputo |
| Miss Costume da bagno | - Matilda Faggiana  |

## Concorrenti
01) Stefania Caputo (Miss Abruzzo)

02) Franca Stola (Miss Puglia)

03) Patrizia Gamberini (Miss Romagna)

04) Giuliana Cavani (Miss Sardegna)

05) Maria Daniela Tomarelli (Miss Eleganza Romagna)

06) Silvana Andorno (Miss Liguria)

07) Mary Cuccolini (Miss Umbria)

08) Manon Bonacci (Miss Toscana)

09) Paola Pontoni (Miss Veneto)

10) Carla Valsecchi (Miss Friuli Venezia Giulia)

11) Alba Rigazzi (Miss Lombardia)

12) Gilda Giuffrida (Miss Piemonte)

13) Guya Librano (Miss Campania)

14) Layla Cervi (Miss Emilia)

15) Paola Buglioni (Miss Cinema Sardegna)

16) Marina Fantini (Miss Cinema Puglia)

17) Mirella Alboni (Miss Cinema Emilia)

18) Gigliola Bambini (Miss Cinema Toscana)

19) Franca Furini (Miss Cinema Friuli Venezia Giulia)

20) Giuliana Fiocchi (Miss Cinema Romagna)

21) Loretta Vaigo (Miss Cinema Piemonte)

22) Gabriella Murgiotti (Miss Cinema Lombardia)

23) Piera Costanzo (Miss Cinema Sicilia)

24) Anna Rosa Lambert (Miss Eleganza Emilia)

25) Pina Carso (Miss Eleganza Calabria)

26) Aurora Battista (Miss Tempo)

27) Matilde Faggiana (Miss Tempo)

28) Ennia Rossetto (Miss Tempo)

29) Uta Mannia (Bella Straniera)

30) Mara Bellino (Miss Voci Nuove)

31) Lina Musolino (Selezione Fotografica)

32) Rosanna Cerri (Selezione Fotografica)

33) Floriana Barbieri (Selezione Fotografica)

34) Verena Fehr (Selezione Fotografica)

35) Katrin Von Jourkowsky (Miss Calabria)

36) Aurora Giordano (Miss Cinema Calabria)

37) Eleonora Schonwald (La Bella dell'Adriatico)

38) Luciana Pisani (Miss Cinema Lazio)

39) Maria Pia Conte (Miss Lazio)

40) Matilde Durante (Miss Eleganza Lazio)